# Mahamad Habane
Mahamad Habane (født Mohamad i Somalia) er en dansk-somalisk standupkomiker.
Han kom til Danmark som 7-årig, og hed oprindeligt Mohamad, men da hans far, som allerede var i landet, skulle opgive familiens navn og fødselsdato fik han stavet Mahamads navn med et 'a', og fødselsdatoen angivet forkert. Han er vokset op i Bispehaven  i Aarhus. Han har gået på en række forskellige skoler; Bakkegaardsskolen i Trige, Ellekærskolen, Skjoldhøjskolen, Lykkeskolen og Den Muslimske Friskole.
Han debuterede i 2015 i Aarhus og i 2017 kom han i finalen ved DM i stand-up. I 2017 optrådte han ved Zulu Comedy Galla som et af De nye håb.
Han deltog i Comedy Aid i 2018. I 2019 optrådte han til Kronprinsparrets Priser. Han medvirkede i et liveafsnit af Dårligdommerne, hvor de så Team Albert i Musikhuset Aarhus. Han var også vært ved DM i stand-up i 2019.
I 2022 medvirkede han i Fuhlendorff og de skøre riddere, hvor han sammen med Torben Chris blev sendt på en mission af Christian Fuhlendorff, for at finde ud af, hvorfor indbyggerne i en fantasy middelalderby bliver syge.